# Джанлука Фаріна
Джанлука Фаріна (італ. Gianluca Farina, 15 грудня 1962) — італійський академічний веслувальник і плавець.
Олімпійський чемпіон 1988 року в складі парної четвірки, бронзовий призер 1992 року в складі парної четвірки.